# Hiromantija
Proricanje iz dlana, hiromantija ili hiromancija (grč. χειρομαντεία) je vještina proricanja sudbine i karaktera osobe iz praćenja rasporeda linija na dlanu ruke. Osim tumačenja rasporeda linija potrebno je obratiti pažnju i na cijelu šaku, uključujući nokte, gornji dio šake, jagodice prstiju, teksturu i boju kože.

## Povijest hiromantije
Vjeruje se da je ova metoda proricanja nastala na području današnje Indije i Kine. Najstariji spis koji spominje ovu mantičku disciplinu je Vasišhta, napisana prije više od 2000 godina. Hiromantija se, kasnije tijekom helenizma i rimskog perioda rasprostranila na europski kontinent. Na Zapadu o njoj prvi piše grčki filozof Aristotel (384. – 322. pr. Kr.).
U razdoblju srednjeg vijeka na europskom je tlu zamrlo zanimanje za hiromantiju, a novu je popularnost stekla u 16. i 17. stoljeću s razvojem drugih okultnih znanja i filozofija, jer je tada počeo opadati crkveni progon takvih učenja i praksi.
Među poznatijim hiromantskim djelima izdvajaju se Prirodna hiromantija Romfila iz 1653., Misterije ruke Adriena Adolphea Desbarrollesa iz 1870. i Praksa hiromantije grofa Saint-Germaina iz 1897. godine.
Najstarija od knjiga – gatalica iz slavenskih književnosti, poznata je poljska knjiga od 1610. (sredine 1600.-ih), pod naslovom, polj. Fortuna albo Szczęście (Fortuna – povoljna sreća), autora Seweryna Bączalskija. Knjigu je 1690. dao ponovno tiskati Jan Gawiński.
Od 19. stoljeća, hiromantija, kao i druge vještine proricanja (tarot, gledanje u talog kave i sl.), dobiva na popularnosti o čemu svjedoči i brojna literaturâ iz ovoga područja.

## Karakteristike ruku i prstiju

### Tipovi ruku
Ruke možemo, prema njihovu obliku, podijeliti u sedam tradicionalnih tipova, slijedeći podjelu koju je, u 19. stoljeću, utvrdio francuski hiromant Casimir d'Arpentigny. On je oblik ruke podijelio na:
- Elementarni oblik - čije su karakteristike čvrstoća i zdepatost. Kod ovog oblika ruku, dlan je kratak i četvrtast, a prsti su kratki i grubi. Linije na dlanu duboke su i nema ih mnogo. Takav dlan označava predvidive osobe i fizičke radnike.
- Četvrtasti oblik - dlan je širok i dugačak, a prsti su ravni s četvrtastim noktima. Ovakva ruka karakterizira praktične osobe, najčešće inženjere ili uredske djelatnike.
- Duhovni oblik - ruka je čunjastog oblika sa šiljatim prstima. Ovo su vrlo osjetljive osobe sklone duhovnoj strani života.
- Čunjaste ruke - posjeduju većinom žene. Radi se o svijetlim i nježnim rukama koje upućuju na osjetljive i kreativne osobe.
- Filozofske ruke - su koštunjave, čvorastih prstiju i ukazuju na osobe koje su sklone samoanalizi i raspravama.
- Loptaste ruke - imaju zaobljene prste, poglavito srednji prst. Ove osobe su aktivne i energične, ali i kreativne te im odgovaraju pronalazački poslovi ili bavljenje atletikom.
- Mješoviti tip - ovaj tip ruke imaju mnoge osobe.

Druga podjela dijeli ruke prema četiri temeljna elementa - zemlji, zraku, vatri i vodi.
- Zemljane ruke - su četvrtastog oblika i imaju kratke prste. Linije na rukama su rijetke i duboko usječene. Ovakav tip ruke karakterizira materijalističke i praktične osobe, jakog karaktera na koje se ljudi mogu osloniti. Glavna im je mana tvrdoglavost i pretjeran oprez.
- Zračne ruke - imaju četvrtaste dlanove i duge prste. Ovakve ruke predstavljaju inteligentne osobe vješte u komunikaciji, koje vole učiti i vrlo su znatiželjne. Teško se emotivno zbližavaju.
- Vatrene ruke - imaju pravokutne dlanove i kratke prste te pripadaju ambicioznim, nemirnim i energičnim ljudima. Takvi ljudi su dobri organizatori, inteligentni su i dobro se uklapaju u društvo, ali odveć su impulzivni pa se ljudi ne mogu pouzdati u njih.
- Vodene ruke - imaju pravokutne dlanove i duge prste. Ovo su ruke osjetljivih i intuitivnih osoba koje krasi altruističko ponašanje. Inteligentni su i kreativni, ali i introvertirani pa uživaju u osami i svojim mislima i maštarijama.

Osim ovih podjela, razvijene su još neke, poput klasifikacije šaka ruku Comte C. de Saint Germaina, koji pored već navedenih tipova ruku raspoznaje i tzv. šaku ubojice te šaku idiota.

### Tipovi prstiju
Hiromanti vjeruju da se pomoću promatranja oblika prstiju, također može odrediti karakter osobe i životna područja u kojima je osoba najbolja, odnosno ona kojima nije tako sklona. Svaki prst pripada određenom planetu pa je palac Venerin prst, kažiprst Jupiterov prst, srednjak Saturnov, prstenjak Sunčev (Apolonov), a mali prst Merkurov.
Razlikujemo četiri oblika prstiju:
- Četvrtasti - su prsti koji upučuju na razumnu i konvencionalnu osobu.
- Šiljati - prsti koji ukazuju na osljetljivu i nepraktičnu osobu.
- Čunjasti - govore o osobi koja je spontana, ali često neusklađena.
- Loptasti - pripadaju entuzijastičnoj osobi poduzetnog duha.

Također, moguća je i zasebna analiza oblika palca o čemu opširno govori Comte C. de Saint Germain u svojoj knjizi.

## Brjegovi
- Venerin brijeg - područje oko palca koje govori o ljudskim osjećajima. Ako je ispupčeno i oblo, pripada temperamentnoj osobi koju svi vole. Plitak i nenaglašen brijeg sugerira stidljive osobe, dok isti brijeg ispresijecan linijama navodi na individue koje često mijenjaju ljubavne partnere.
- Jupiterov brijeg - nalazi se na području ispod kažiprsta koje govori o životnoj sređenosti. Dobro oblikovan brijeg daje otvorene i iskrene osobe, dok izduženi i nepravilni ocrtava neodlučnost u donošenju odluka. Linije koje ispresijecaju Jupiterov brijeg daju informacije o ponosu i dostojanstvu.
- Saturnov brijeg - područje koje se nalazi ispod srednjeg prsta, a označava stvari određene sudbinom, zbog toga što iz ovog područja izvire linija sudbine. Dobro oblikovano označava dug i sretan život, a u suprotnom slučaju ukazuje na životne nedaće.

- Neptunov brijeg - prostire se između Mjesečeva i Venerina brijega, a presijecaju ga linije sudbine i života.
- Sunčev (Apolonov) brijeg - područje ispod prstenjaka koje govori o umjetničkim sklonostima osobe. Ako je dobro oblikovano sugerira osobu sklonu umjetničkom ili intelektualnom radu, ako je šire, odnosi se na samouvjerene osobe vješte u komunikaciji, a ako je izduženo, označava ljude koji imaju širok pogled na svijet oko sebe. Nepravilan i višestruko ispresijecan brijeg označava krute perfekcioniste.
- Merkurov brijeg - zona oko malog prsta koja označava znanstvene i trgovačke sklonosti. Dobro oblikovano predstavlja realnog čovjeka koji voli analizirati, dok dotični brijeg s više ispupčenja prikazuje dobrog trgovca.
- Marsov brijeg - regija neposredno ispod Merkurova brijega koja ukazuje na slavu i brak. Ako je dobro oblikovano ukazuje na dobar brak, ako nije na nepravilnosti u braku. Oblik brijega i ispresijecanost linija ukazuju i na mogućnost vojne slave i uspjeha.
- Mjesečev brijeg - nalazi se neposredno ispod Marsova brijega do pregiba ruke i govori o sentimentalnosti i idealizmu. Pravilan oblik ukazuje na dubinu osjećaja, dok neke oznake na njemu mogu upućivati na psihičke i emocionalne probleme.

## Linije
Najbitniji dio proricanja iz dlana svodi se na promatranje pojedinih linija od kojih svaka ima svoje posebno značenje i povezana je s pojedinim aspektom našeg života. Kod analiziranja linija na dlanu potrebno je prvo promotriti lijevu ruku, jer desna služi kao potvrda i dopuna, s time da poruka desne ruke može bitno mijenjati poruku lijeve.
Prilikom čitanja linija potrebno je posvetiti pažnju njihovoj punini, ispresijecanosti, račvanju i drugim znacima.
- Linija života - ishodiđšte joj je ispod Jupiterova brijega, a proteže se do Venerina. Dugačka i neprekinuta označava dug i sretan život, a prekidi loša razdoblja, bolest i u nekim slučajevima smrt.[12] Ispresijecana linija znak je tegobnog života popraćenog problemima sa zdravljem, dok jaka linija označava snažnu i temperamentnu osobu. Suprotno uvriježenom mišljenju, duljina ove linije ne sugerira duljinu života, već njegovu kvalitetu.

- Linija glave - nalazi se u sredini dlana; počinje između palca i kažiprsta, a završava između Marsova i Mjesečeva brijega. Odražava karakter, volju i životne poglede. Ako je duga i čista, radi se o samopouzdanoj, inteligentnoj i snažnoj osobi, dok isprekidanost ove linije ukazuje na prevrtljivost i nestabilnost. Duga linija, koja ide do kraja dlana, ukazuje na dug život, a kratka govori o materijalističkoj naravi osobe. Slaba linija ukazuje na nedostatak koncentracije i slabe mentalne sposobnosti, a ravna linija na analitične i intuitivne osobe. Prekidi ove linije mogu upučivati na mentalne probleme ili fizičke povrede glave.
- Linija srca - početak joj je na Jupiterovu brijegu, a kraj ispod Merkurova. Ova linija govori o ljubavi, braku i obitelji. Ako je duga i neprekinuta, osoba će imati sretan brak, no ako se grana prema liniji života tada bi emotivni aspekt života osobe mogao snažno utjecati na njen život. Slabo izražena linija srca upučuje na emocionalnu nestabilnost i problem uspostavljanja komunikacije s drugim ljudima.
- Linija sreće - ne nalazi se kod svih ljudi na istom mjestu. Može započinjati od Marsova ili Mjesečeva brijega, iz korijena ruke ili iz linije života. Značenje joj ovisi o ishodištu (ako počinje u području Venerina brijega ukazuje na sreću u ljubavi, a počinje li s Marsova brijega upučuje na ambicioznost).
- Linija zdravlja - započinje od linije života, prolazi pored Marsova i Mjesečeva brijega, a ponekad završava ispod Merkurova brijega. Obično je slabo naglašena i nejasna, što se tumači kao loš znak.

Osim ovih linija, postoje i druge, od kojih su važnije linija sudbine i linija braka, a ostale su Venerin pojas, Apolonova linija, linija intuicije, linija jetre (Merkurova linija), linija časti i tzv. "narukvice".